# 龙王庄乡
龙王庄乡是中国河南省濮阳市范县下辖的一个乡。

## 行政区划
龙王庄乡下辖：龙王庄村、李楼村、前祝庄村、后祝庄村、高庄村、徐庄村、林庄村、东赵庄村、朱庄村、侯桥村、刘桥村、顾庄村、胡楼村、尚袁庄村、前孙庄村、后孙庄村、蔡潭村、蔡庄村、祝桥村、徐胡同村、侯庄村、高集村、李鲁元村、万庄村、吴桥村、义和庄村、付金堤村、张大庙村、胡洼村、北曹楼村、田柳寺村、邢楼村、柏庄村、北张庄村、梁庄村、东于楼村、西于楼村、孟楼西街村、后刘庄村、汉张村、徐楼村、寇庄村、兴峰寺村、孟楼东街村、刘楼村、袁庄村、闫庄村、西赵庄村、任楼村、牛楼村、杨庄村、邢庄村、栖凤楼村、王楼村、魏胡同村、房麻口村、高菜园村、南马庄村、陈麻口村、王庄村、韩麻口村、苏闫村、小屯村、西屯村、中屯村、东屯村、张楼村、北杨寺村、前刘庄村。